# 菅井義久
菅井 義久（すがい あきひさ、1991年12月16日 - ）は日本の俳優、アイドル、モデル。エイジアプロモーション所属。メンズアイドルグループ「甘党男子」に所属しており、担当カラーは白色、担当スイーツは菓子パン。

## 略歴
2008年4月から放送のテレビドラマ『バッテリー』でテレビデビュー。以後、主に舞台を中心に活動し、様々な役柄に挑戦。
2012年、濱口竜介監督による、ENBUゼミナール　映画俳優コース卒業制作『親密さ』に出演。
2013年12月に公演された『新撰組伝〜新章150年後最後の武士〜』で、はじめて殺陣に挑んだ。
2015年には、“御茶ノ水スネちゃま”名義で初の演出作品のオムニバスストーリー『カイワゲキタチ』を手掛けた。同年6月のミニシアター 『俺なりのコメディ』でも作・演出を手掛ける。
黒田アーサー氏監修のアクター&パフォーマー集団「STYLISHBOYS(スタイリッシュボーイズ)」の元メンバー
また、第5回甘党男子スイーツ&スマイルコンテストにて準グランプリを獲得し、その後はメンズアイドルグループ「甘党男子」の菓子パン担当としてアイドル活動を行っている。

## 人物
- 趣味 - 人間観察、ボルダリング、アロマ、カフェ＆スイーツ巡り、料理、クロスワード、登山、温泉、読書、映画鑑賞、一人旅、メガネ集め、サウナ巡り
- 特技 - 匂い利き、殺陣、創作ダンス、タロット、夢占い、手話、資格取得、ヒッチハイク、昼寝
- 資格 - 普通自動車免許、ホームヘルパー2級、エイサー2級、コーヒーソムリエ、カフェオーナー経営士、薬膳コーディネーター、パンマイスター2級、スイーツコンシェルジュ、コーヒーマイスター、夢占いアドバイザー、メンタル心理ヘルスカウンセラー、サウナ・スパ健康アドバイザー、温泉観光アドバイザー、熱波師検定B
- 好きなもの - 韓国(K-POP、韓流ドラマ、韓国料理 etc.)
- 好きな食べ物 - スイーツ(特に洋菓子)、パン全般(あえて一番を決めるなら「明太子フランスパン」)、コロッケ、おいなりさん、カルピス、卵料理（カルボナーラやオムライスは作るのも得意）、ケーキならモンブラン
- 運動神経が良く、スポーツ全般が得意。特に野球が得意でポジションはピッチャー。学生時代は野球部のエースだった。
- 高校時代は生徒会長を務めていた。福祉系の高校出身で、手話や点字、介護に関する知識があり、「甘党男子」の楽曲『チョコバナナ』の振り付けに登場する手話の監修を行った。
- アルバイトでバーテンダーとして働いていた時期があり、その経験を活かして「甘党男子」の楽曲『Birthday Cake』のMVで演技指導を行った。
- コロナ禍で自宅で過ごす機会が増えたことをきっかけに自炊を開始し、「あきちゃんずキッチン」と題してInstagramに専用アカウントを開設。279日間、一日も欠かすことなく料理の写真とレシピを投稿していた。（2020年3月26日～2020年12月31日）
- 菓子パンを食べて紹介する「菓子パンもぐもぐシリーズ」の投稿も行っており、投稿件数は600回（2020年11月9日～2022年7月3日）

## 出演

### モデル
- 制服コレクションclub
- アウトドア用品会社HP　イメージモデル（2015年2月）
- bouncy タイアップモデル(「HEAT-X ヘキサゴンダウン／インサレーション」 2021年11月15日)

### 雑誌・書籍・新聞
- 書籍「おっぱいバレー」表紙（2006年11月1日発売、泰文堂）
- 書籍「おっぱいバレーⅡ恋のビーチバレーボール編」表紙（2009年3月1日発売、泰文堂）
- 『De・View』2013年11月号（2013年10月1日発売、oricon ME）
- 『Men's JOKER』2018年3月号（2018年2月10日発売、ベストセラーズ）
- 『BOYS FILE』vol.8 DATE（2022年2月25日発売、シンコーミュージック・エンターテイメント）
- サンケイスポーツ 第21357号 「2023 ラビッ人」（2023年1月18日発行、産業経済新聞社）
- カンフェティ 2025年7月号（2025年6月2日発行、ロングランプランニング株式会社）
- 『MENsEVO』創刊号（2025年7月18日発行、NICリテールズ株式会社）

### PV
- 長渕剛『卒業』（2009年）

### 舞台
※主演舞台は太字
- dance attended dance apon to you（2010年12月、池袋シアターグリーン BIG TREE THEATER） - タツミ 役
- 親密さ（2011年3月1日、ウエストエンドスタジオ） - ノボル 役
- ドブ恋（2012年1月17日 - 1月22日、千本桜ホール）
- 3次元の彼女〜Z〜(ゼータ)（2012年4月11日 - 4月15日、千本桜ホール） - 太田 役
- 淑女のお作法（2012年7月14日 - 7月16日、TACCS1179） - 小笠原俊介 役
- adult（2012年9月26日 - 9月30日、千本桜ホール） - 近藤 役
- 「敵か味方か」（2012年11月21日 - 11月25日、Live theater 間〜まほろ〜）- 幽霊2 役
- 僕たちの町は一ヵ月後ダムに沈む（2013年3月20日 - 3月24日、上野ストアハウス） - 横山直人 役
- 結晶物語（2013年7月10日 - 7月14日、上野ストアハウス） - 白夜 役
- 天使と雨と時々、男（2013年10月8日 - 10月14日、劇場MOMO） - 樺山 役
- 新撰組伝〜新章150年後最後の武士〜（2013年12月4日 ‐ 12月8日、築地ブディストホール） - 中村半次郎 役
  - 『後章 公演後最後の武士達』（2013年12月29日、池袋 Only You）※アフターイベント

- グッドファーザー（2014年1月21日 - 1月26日、サンモールスタジオ） - 犬山 役
- 畳屋バラッド（2014年2月25日 ‐ 3月2日、千本桜ホール） - 中村安男 役
- おくられびと（2014年4月3日 - 4月6日、シアターグリーン BOX in BOX THEATER） - 課長 役
- LIFE 〜空を見よう、星を見よう～（2014年5月28日 - 6月2日、両国Air studio） - 新平 役[2]
- ちょっとした話（2014年6月20日 - 6月22日、神田Kホール） - 松子 役 / 吉田先生 役 / 男1 役
- relife（2014年7月23日 - 7月27日、シアターKASSAI） - 亀山 役
- 友情～秋桜のバラード～（2014年9月3日 - 12月3日〈全国51公演〉千穐楽：中野サンプラザホール） - 北島正 役[3]
- レンアイドッグス renaidogs（2015年1月24日 - 2月1日、新宿サンモールスタジオ） - 花澤公平 役
- ゴブリン串田のミニシアター ～カイワゲキ～ (2015年2月14日 -2月16日、神田Kホール）
- 風雲之志〜わらいや宿六編〜（2015年4月22日 - 4月26日、花やしき座）‐ 与太郎 役[4]
- しずる館PREMIUM LIVE（2015年5月20日 - 5月21日、ティアラこうとう） - 池田組
- Cooking love ～隠し味はウソ少々～（2015年6月20日 - 6月28日、HOBOHOBO） - 橘佳樹 役
- UBUGOE Voice of comedy vol.5 ～次の未来へ～（2015年7月10日、ユナイテッドシネマ豊洲）
- 順風男子とSNATCH男子（2015年7月31日 ‐ 8月2日、OFF OFFシアター）
- しずる館FESTIVAL 2015 in 亀有（2015年8月26日 - 8月27日、亀有リリオホール）
- サンドイッチの作り方（2015年9月19日 - 9月22日、銀座みゆき館劇場）- 和志 役
- 時の流れは加速する（2015年11月3日 - 11月8日、シアターグリーン BOX in BOX THEATER）
- クジラの歌（2015年11月24日 - 11月29日、Geki地下Liberty）‐ 土田 役
- め組のハムレット（2015年12月23日 - 12月29日、下北沢シアター711）- ハム五郎 役
- Short Show Shot!? - the 2nd.shot!?（2016年1月30日 - 1月31日、新宿Gyoen ROOSO）[5]
- ざ・即興劇（2016年2月1日 - 2月5日、新宿サンモールスタジオ）※3日～5日のみ出演

- 隣のきのこちゃん　Part2～プロポーズはオドローゼ～（2016年3月9日 - 2016年3月13日、シアターKASSAI） - アディオス 役
- ユースフル☆メソッド（2016年4月13日 - 4月17日、築地ブディストホール）
  - ユースフル☆メソッド『後夜祭』～えっ入学式に後夜祭とかあるの⁉SP～（2016年4月23日、浅草5656会館 トキワホール）※アフターイベント
- まろプロ第2弾 芝居ライブ！～女くどけ飯～（2016年5月5日、新宿パペラ）
- キャプテンハーロック　次元航海（2016年6月08日 - 2016年06月12日、新宿村LIVE) - ワイショウ/クスコ教授 役
- 順風男子コント公演 マン・オブ・パセティック（2016年7月29日 - 7月31日、OFF OFFシアター）
- あまつきつねの鬼灯（2016年11月17日 - 11月28日、シアターグリーン BOX in BOX THEATER)
- VSクリスマス（2016年12月21日 - 12月25日、新宿シアターモリエール）
- その錆びた冷たい鉄（2017年3月17日 - 3月20日、シアターグリーン・BOX in BOX THEATER）
- スパイスアップ・ナイトパレード（2017年4月29日 - 5月7日、渋谷ドクタージーカンズ）
- KEIプロデュース「GO.JET!GO!GO!vol1」（2017年6年28日 - 7月3日、アクアスタジオ）
- エイジアプロモーションプロデュース第1回公演「ギャル卒!! 」（2017年8月3日 - 8月7日、恵比寿エコー劇場）
- LION Entertainment presents「オサエロ」（2017年8月31日 - 9月4日、あうるすぽっと）
- 憂鬱なロケット（2017年11月22日 - 11月26日、下北沢シアター711）
- 虹色サラウンド～SURREAL～（2018年4月21日 - 4月30日、TACCA1179(俳協ホール))  ‐ 多田 良太 役
- 笑っていいかも！？FINAL 〜最後なので全て出し尽くします〜（2019年11月1日 - 11月4日、大塚ドリームシアター）- オタク 役/ 猫 役 ※1日のみ出演

- 「あの夏の飛行機雲」―永南高校バスケットボール部―（2022年10月14日 - 10月23日、GARDEN新木場FACTORY）‐ 金井 明 役
- リベンジ・ライフ (2023年11月22日 - 11月26日、中野テアトルBONBON）- 苅屋 卓也 役
- 「ろくでなしコーラス」2024（2024年3月20日 - 3月24日、浅草花劇場） - コッペ 役[6] ※Wキャスト、21日、22日のみ出演
- リベンジ・ライフ 2024 in フクオカ（2024年6月12日 - 6月16日、ぽんプラザホール）- 苅屋 卓也 役
- 断罪された悪役令嬢は逆行して完璧な悪女を目指す（2025年3月26日 ‐ 3月30日、CBGKシブゲキ！！）‐ 郵便配達人 役 ※日替わりゲスト、28日のみ出演
  - 断罪された悪役令嬢は逆行して完璧な悪女を目指す DVDリリースイベント（2025年8月28日、RED°SKY STADIUM）
- THE VILLAINS　ダークフェルの悪夢（2025年7月9日 - 7月13日、六行会ホール）- 明智 小五郎 役
- 初恋たろうとコントばしよまい（2025年9月12日、大須演芸場）※2部と3部のみ出演

### オンライン配信
YouTube
- YouTube背信ドラマ『ネット怪談×百物語 シーズン2』（2020年8月19日 - 順次配信開始・十壱夜 - 弐十夜）- おハなバたけ 役[7]
- YouTube背信ドラマ『ネット怪談×百物語 シーズン3』（2020年10月10日 - 順次配信開始・二十壱夜 - 散十夜）- おハなバたけ 役[8]
- YouTube背信ドラマ『ネット怪談×百物語 シーズン10』(2021年9月25日配信開始・九十五夜) - おハなバたけ 役

Zoom
- Zoom演劇『オンラインノミ』（2020年8月28日 - 8月30日）- スグル 役

### 映画
- きみの友達（2008年6月21日 グランパール東宝8にて先行ロードショー・2008年7月19日 新宿武蔵野館にてロードショー）
- 悲しくてやりきれない（2011年11月19日 - 11月20日 第11回伊参スタジオ映画祭にて初公開〈2013年1月20日 テアトル新宿にて劇場上映〉） - 金田尚中 役[9]
- 親密さ （2012年4月9日 - 4月15日 シネマート六本木で公開）- ノボル 役[10]
- 戦場（2013年3月8日 - 10日、3月15日 - 17日、同8月17日 - 8月23日 下北沢トリウッドにて公開） - 成田真吾 役
- メイクルーム（2015年5月9日 - 5月15日、ヒューマントラストシネマ渋谷　他全国６スクリーンにて公開[注 2]） - マネージャー 役
- Souls - 磯貝一樹 役
- 誰にも言わないで - 山下くん 役
- LADY'S SIDE（2016年12月28日 絵空箱にて公開）
- 映画版 あまつきつねの鬼灯

### テレビドラマ
- わたしたちの教科書（2007年、フジテレビ）- 生徒 役
- バッテリー（2008年4月、NHK ドラマ8 ） - 小阪部 役
- ラストホープ（2013年、フジテレビ） - 重症患者 役
- トンネル〜振り向くな〜（2016年7月26日 - 8月2日、チバテレビ）[注 3]
- コンフィデンスマンJP 1話（2018年、フジテレビ）- 赤星部下 役
- 星屑リベンジャーズ（2018年、AbemaTV×メ～テレ共同制作ドラマ）
- みかづき 最終話（2019年2月23日、NHK 土曜ドラマ）‐ 新入社員役
- 来世ではちゃんとします 9話（2020年5月28日、テレビ東京 Paravi） ‐ ナンパ男 役
- 天国と地獄～サイコな２人～（2021年1月17日 - 3月21日、TBS 日曜劇場）- レギュラー刑事 役
- ヒミツのアイちゃん ※編集版（2021年4月12日 - 6月14日、フジテレビ）- 長男：香住真琴 役
- 声春っ！ 6話（2021年6月2日、日本テレビ） - 田辺誠実 役
- 嘘から始まる恋（2021年6月27日、日本テレビ）- ナンパ男 役
- DCU （2022年1月16日 - 2022年3月20日、TBS）- サイバー班・木島晶一 役
- 元彼の遺言状 10話（2022年6月13日、フジテレビ）
- 大奥 ６話（2023年2月14日、NHK ドラマ10）
- ヤバチョウモノガタリ 1話、4話（2023年6月3日、2023年6月24日、テレビ愛知）- 西トオル 役
- ヤバチョウモノガタリ season2 1話（2024年6月2日、テレビ愛知）- 西トオル 役

### 配信ドラマ
- ヒミツのアイちゃん ※ノーカット完全版（2021年2月20日 - 4月24日、FODオリジナルドラマ）- 長男：香住真琴 役

### バラエティ
TV
- 明石家さんちゃんねる
- ジョブチューン
- 魔女たちの22時 - イケメン 役（再現VTR）
- ウワサのお客さま（2021年9月3日、フジテレビ）
- 誰も知らない明石家さんま （2022年11月20日、日本テレビ）- マネージャー役（再現VTR）
- 紅しょうがのウェディングジャッジ！（2024年6月24日、日本テレビ）

ニコニコ動画
- SBチャンネルvol.31（2015年12月4日）
- SBチャンネルvol.34（2016年1月23日、公開生放送）
- SBチャンネルvol.36（2016年2月27日、公開生放送）
- BOYS GOTEN-ボーイズ御殿-Vol.2（2016年8月13日、スタジオP&Mにて公開生放送）
- SBステーションvol.2　みっくすぼっくす特別コラボSP（2016年9月24日、公開生放送）
- SBステーションvol.6（2017年1月28日、スタジオP&Mにて公開生放送）

Ameba TV
- NO ICE NO LIFE（2016年7月12日）
- ヒロミ・指原の“恋のお世話始めました” #26（2021年5月6日）
- ヒロミ・指原の“恋のお世話始めました” #50（2021年11月4日）

Ustream
- Cheer upバラエティ！しずる館　第12回(2015年6月18日）
- ニッポン・ハッピープロジェクト安達有里のHappy Shine～イケメン・ナビゲーション～（2016年7月21日）

LINE LIVE
- MISSION IN B.A.C（2021年3月16日）
- MISSION IN B.A.C（2022年2月3日）

cookpadLive
- 菅井義久SPクッキング（2023年1月10日、cookpadLive cafe表参道にて公開生放送）

### ラジオ
- 舞台の花道（2012年9月24日、FM浦安）
- Samedi Lips〜make U smile〜（2019年4月20日 - 2020年3月21日、レインボータウンFM）- 第3土曜メインパーソナリティー
- カラムの音楽一夜（2024年3月7日、文化放送）
- PAO〜N（2024年6月4日、KBCラジオ）

### CM
TV CM
- ファンタ
- 早稲田アカデミー
- ポッキー
- AOKI

WEB CM
- 『蒼空ファンタジー』(2021年3月26日、YouTubeにて公開）‐ 友人役

### イベント出演
- ダダパークプロジェクトVol.1～バレンタインデー企画～（2016年2月7日、サンモールスタジオ）
- 第5回甘党男子スイーツ＆スマイルコンテスト決勝大会（2016年2月21日、横浜ベイシェラトンホテル＆タワーズ）
- 第９回東京ボーイズコレクション（2016年8月2日、赤坂BLITZ）
- 『カラムの音楽一夜』POP STREET LIVE Vol.7（2024年2月25日、浅草花劇場）
- 【男塾2 】卒業 ―Graduation―（2024年3月24日、高円寺StudioK）

### MC
- SPADE LINE×STYLISH BOYSスペシャルコラボトークショー（2017年2月11日、絵空箱）
- リアルでもライブ配信でも運試し！新春来福祭　WoW BINGO（2022年1月2日、アリオ上尾）

### ショップ店長
- 超！喰らいマックス！！×うま辛！グルメフェスティバル ～ふるさと東京応援祭～：オフィシャルドリンクショップ店長（2022年5月2日、日比谷公園)
- 超！喰らいマックス！！×夏盛り！グルメフェスティバル：オフィシャルドリンクショップ店長（2022年8月7日、駒沢オリンピック公園中央広場)　※熱中症警戒アラートが発令され、都の要請によりイベント中止
- CRIOLLO×菅井義久コラボ企画：CRIOLLO 一日店長（2023年12月7日、CRIOLLO東京本店)
- Adagio cafe 一日店長（2024年12月17日、Adagio cafe）

### ライブ公演
- Rovimen Z 1st.Albumレコ発～桜夢想～（2014年7月28日、赤坂BLITZ）[11]

※アイドルグループの甘党男子としての活動は「甘党男子」のページ参照

## ユニット活動

### B.M.P--BlueMoonParty
- B.M.P（2015年10月24日、新宿グラムシュタイン）[注 4][注 5]

### みっくすぼっくす
- みっくすぼっくす vol.1（2016年5月27日、MOCHU PIT）
- みっくすぼっくす vol.2（2016年7月22日 - 7月23日、東中野バニラスタジオ）
- みっくすぼっくす vol.3〜カフェ編〜（2016年9月22日 - ９月23日、グレイスカフェ）
- みっくすぼっくす vol.4（2016年10月7日 - 10月9日、小劇場じゃがいも村）
- みっくすぼっくす vol.5～HalloweenParty～（2016年10月30日、MAGARI洗足店）
- みっくすぼっくす vol.6〜ちょっと遅めのバレンタインデーイベント〜（2017年2月19日、akihabara νLOND BELL
- みっくすぼっくす vol.7〜結成１周年ついでに坂本真一（6月6日）の早めのバースデーもしちゃう？〜（2017年5月27日、下北沢ネバーエンディングランド）
- みっくすぼっくす vol.8〜24時間ハロウィンパーティー～（2017年10月29日、東中野バニラスタジオ）
- 3週連続 みっくすぼっくす祭り〜今年の年末のイベントはみくぼが戴いたぜ〜
  - vol.9～菅井義久生誕祭～（2017年12月16日、下北沢ネバーエンディングランド）
  - vol.10～みくぼクリスマスパーティー！～（2017年12月23日、小劇場じゃがいも村）
  - vol.11～みくぼ忘年会～（2017年12月30日、東中野バニラスタジオ）
- みっくすぼっくす vol.12〜みくぼ新年会＆ハッピーバレンタイン～（2018年2月17日、下北沢ネバーエンディングランド）
- みっくすぼっくす vol.13〜まぁまぁ遅めのホワイトデー〜（2018年3月31日、下北沢ネバーエンディングランド）
- みっくすぼっくす vol.14〜坂本真一結構遅めの生誕祭！そして五十嵐啓輔も誕生日！Wで祝っちゃう？？～（2018年7月1日、下北沢ネバーエンディングランド）
- みっくすぼっくす vol.15〜ハロウィンパーティー～（2018年10月28日、東中野バニラスタジオ）
- みっくすぼっくす vol.16〜菅井義久生誕祭　そして少し遅めのクリスマス～（2018年12月26日、中野あくとれ）

LINE LIVE
- みっくすぼっくす vol.8〜24時間ハロウィンパーティー～（2017年10月28日 - 10月29日）

### 甘党男子goofull
- スイーツ大使就任記念「スイーツ販売応援」：スイーツ大使（2016年7月7日、Sweets Calender 横浜店）[12]

ニコニコ動画
- スイーツカレンダー「スイーツ大使」任命式（2016年7月7日）

SHOWROOM
- 「甘党男子TV」（2016年3月3日）
- 「甘党男子5期24時間配信チャレンジ」（2016年3月25日 - 3月26日、道玄坂カフェ)
- 「甘党男子5期サマーバレンタインデーSP」（2016年7月3日）

※アイドルグループの甘党男子としての活動は「甘党男子」のページ参照

## 演出・監督

### 舞台
- わらいもん（2011年11月10日 - 10月15日、千本桜ホール）：演出助手
- エンジール（2011年12月15日 - 12月18日、ウッディシアター中目黒）：演出助手
- エンジール～始動～（2012年2月28日 - 03月4日、Geki地下Liberty）：演出助手
- ゴブリン串田のミニシアター ～カイワゲキタチ～ (2015年3月28日 - 3月30日、神田Kホール）：演出監督・脚本[注 6]
- ゴブリン串田とスネちゃまのミニシアター ～俺なりのコメディ～（2015年6月6日 - 6月8日、神田Kホール）：演出監督・脚本[注 6]